# 菊武ビジネス専門学校
菊武ビジネス専門学校（きくたけビジネスせんもんがっこう）は、愛知県名古屋市東区相生町にある私立専修学校。学校法人菊武学園が運営する。

## 沿革
- 1948年（昭和23年） - 菊武タイピスト養成所として創立される[1]。
- 1951年（昭和26年） - 学校として認可される[1]。
- 1953年（昭和28年） - 学校法人菊武タイピスト学校として認可される[1]。
- 1954年（昭和29年） - 全国初の無料職業紹介事業斡旋校として労働大臣より認可される[1]。
- 1958年（昭和33年） - 菊武タイピスト学校高等科（2年制）を設置する[1]。
- 1960年（昭和35年） - 菊武タイピスト学校秘書科（1年制）を設置する[1]。
- 1964年（昭和39年） - 菊武タイピスト女学院菊武学園寮が完成する[1]。
- 1970年（昭和45年） - 菊武タイピスト女学院本科（3年制）を設置する[1]。
- 1976年（昭和51年） - 学校教育法による専修学校としての菊武タイピスト専門学校に改組される[1]。
- 1984年（昭和59年） - 菊武女子経済専門学校と改称する[1]。
- 1998年（平成10年） - 菊武ビジネス専門学校と改称する[1]。また、情報コース（男子部）を設置する[1]。
- 2003年（平成15年） - 情報ビジネス科（1年制）を設置する[1]。
- 2012年（平成24年） - 高等課程をビジネス情報科と改称する[1]。

## 学科・コース
高等課程
- ビジネス情報科（3年）

専門課程
- 情報ビジネス科（1年・男女共学）[2]
- キャリアウーマン養成科（1年・女性のみ）[2]

## 所在地
- 愛知県名古屋市東区相生町60

## 系列校
- 名古屋産業大学[3]
- 名古屋経営短期大学[3]
- 名古屋ウェディング&フラワー・ビューティ学院[3]
- 菊華高等学校[3]
- 菊武幼稚園[3]